# О’Рэйли, Джон
Джон О’Рэйли (англ. John O'Reilly; род. 31 августа 1952) — американский барабанщик и преподаватель игры на ударных инструментах.
Джон начал играть на барабанах на его 10-й день рождения и стал профессионалом в 20 лет, когда он записал свою первую пластинку с джазовым музыкантом Эрл Фата Хайнсом.
Джон О. Рэйли сотрудничал с такими исполнителями как O2'L, Ritchie Blackmore’s Rainbow, Брюс Спрингстин, Полом Роджерсом, Джон Андерсон, Томми Шоу, Blackmore's Night, West World, Trans-Siberian Orchestra, Джо Лин Тёрнером, Blue Öyster Cult, Элом Питрелли, Randy Coven, Зак Вайлд, TM Stevens, Стивом Морсом, Аланом Холсвортом, Стэнли Джорданом, Ребом Бичем, Джеффом Уотсоном, Родом Прайсом, Питером Нуном, Дейви Джонсом, Мики Долензом, Бобби Шерманом, Йоко Оно, Ричи Хэвенсом и другими.

## Дискография
Earl Hines
- 1972 — «Introducing Marva Josie»

Ritchie Havens
- 1978 — «The Girl, The Gold Watch and Everything»
- 1980 — «Live at the Savoy»
- 1982 — «Beatles Collection»

Coven-Pitrelli-Reilly
- 1992 — «Coven-Pitrelli-Reilly»

Joe Lynn Turner
- 1995 — «Nothing's Changed»
- 1997 — «Under Cover»
- 2003 — «JLT»
- 2005 — «The Usual Suspects»

Rainbow
- 1995 — «Stranger in Us All»

Westworld
- 2000 — «Skin»
- 2001 — «Live in the Flesh»
- 2002 — «Cyberdreams»

Trans-Siberian Orchestra
- 2004 — «The Lost Christmas Eve»
- 2005 — «Christmas Trilogy»